# عرب آيز
عرب آيز وعربايز وعرب‌آيز بفاصل صفر العرض (بالإنجليزية: Arabeyes)‏ هو مشروع تعاوني يهدف لدعم اللغة العربية ضمن بيئات يونكس/لينكس. صمِّم المشروع بحيث يكون المشروع المركزي في عملية تعريب أنظمة التشغيل الشبيهة بيونكس إضافة لدعم اللغة العربية في نظام لينكس وباقي أنظمة يونكس الأخرى والبرامج الحرة بشكل عام. مؤخرا أنشأ موقع ويكي لعرب آيز لإنشاء قاموس مصطلحات تقنية يهتم أساسا بمصطلحات المعلوماتية والحوسبة.

## تاريخ

### تسمية
في كلمة Arabeyes "عرب‌آيز" (Arab «عربية» وeyes «عيون» بالإنجليزية) تشبيه بلفظة Arabize الإنجليزية التي تعني «عرّب».

## مجالات عمل عرب آيز
تندرج أغلب مشاريع عرب آيز الفرعية إما تحت فئة التعريب أو التطوير.

### تعريب
تغطي عملية التعريب البرامج الحرة الأساسية في نظام جنو/لينكس، مثل جنوم، وكدي، وأوبن أوفيس، وموزيلا فايرفوكس.
أيضا مشروع قائمة الكلمات لتوفير قاموس إنجليزي-عربي حر (تحت رخصة ج وح)، ومشروع القاموس التقني.

### تطوير
كل مشاريع عرب آيز مشاريع حرة مفتوحة المصدر. يستضيف المشروع عدة مشاريع تطوير فرعية، منها:
- مكتبة الأدوات الإسلامية: مكتبة برمجية توفر خصائص مثل التقويم الهجري وحساب مواقيت الصلاة، كما توجد عدة واجهات لها من سطر الأوامر ورسومية.
- القرآن: يوفر مكتبة برمجية لعرض نصوص القرآن وتلاوة الآيات القرآنية، كما توجد واجهات رسومية لها.
- كتوب: محرر نصوص عربي، وأول محرر نصوص يوفر دعما للغة العربية على أنظمة لينكس بغض النظر عن وجود دعم مسبق في النظام أم لا، بني باستخدام لغة سي (ثم لاحقا أعيد كتابته بسي++) ومكتبة جتك+.
- بياني: برنامج لرسم الرسوم البيانية باستخدام الاقترانات العربية (مثل جا جنا ظا الخ)
- سراجي: مشروع لتطوير برنامج تعرف ضوئي على المحارف يدعم النصوص العربية، ما زال في مراحله الأولية.
- قاموس: واجهة ويب للتعامل مع قائمة الكلمات؛ الاستعلام عن معاني الكلمات أو إدخال كلمات جديدة.
- خطوط: لتتطوير مجموعة من الخطوط العربية الحرة.

## وصلات خارجية
- عرب آيز على موقع SourceForge (الإنجليزية)
- موقع عرب آيز الرئيسي
- ويكي عرب آيز